# Irene Dunne
Irene Dunne (Louisville, Kentucky, 20 de diciembre de 1898-Los Ángeles, 4 de septiembre de 1990) fue una actriz y cantante estadounidense que trabajó durante las décadas de 1930, 1940 y parte de 1950. Fue nominada en cinco ocasiones a los Premios Óscar.

## Cine
Fue una actriz muy conocida en la década de 1930, y logró ser una de las actrices de comedia preferidas de la época. Trabajó con directores diversos: John M. Stahl, Michael Curtiz, La Cava, M. LeRoy, William Wellman, Clarence Brown, Charles Vidor, George Stevens, John Cromwell y Leo McCarey. Tuvo un papel sobresaliente en la película Back Street (distribuida en español con el título La usurpadora, 1932), de John M. Stahl, con quien rodó además Magnificent Obsession (1935), basada en una novela. Asimismo, sobresalió en Ana Vickers (1933), con Walter Huston; Este hombre es mío (1934) y Dos amores (1933). 
Hizo Theodora Goes Wild (1936), con Melvyn Douglas, una historia romántica dirigida por Richard Boleslawski. Rodó The Awful Truth (1937) (conocida en castellano como Terrible verdad, y La pícara puritana) y Love Affair (1939), ambas bajo la dirección de Leo McCarey, y al año siguiente hizo My Favorite Wife, con ese mismo director.
Otros papeles recordados fueron el de Martha Hanson en la obra de George Stevens Nunca la olvidaré (1948) o el de Anna Leonowens en Ana y el rey de Siam (1946), donde volvió a trabajar con el director John Cromwell, y el de Lavinia (Vinnie) Day en Vivir con papá (Life with Father) (1947), de Michael Curtiz. 
Además, presentó la canción "Smoke Gets in Your Eyes" en la película de 1935 interpretada por Fred Astaire y Ginger Rogers, Roberta, dirigida por William A. Seiter, en la que interpretaba a una princesa rusa. 
Se retiró en 1952, cuando era una de las actrices de Hollywood con más éxito. Durante su carrera recibió cinco nominaciones a los Premios Óscar, aunque nunca ganó ninguno.

## Otras actividades
En 1957, Dunne fue nombrada delegada de los Estados Unidos ante las Naciones Unidas por el presidente Dwight D. Eisenhower, en reconocimiento a sus obras de caridad y a su interés por la causa del Partido Republicano. Era, además, católica devota.

## Vida familiar
Estuvo casada con el doctor Francis Dennis Griffin desde el 16 de julio de 1928 hasta que él murió, el 15 de octubre de 1965; tenían una hija adoptada, Mary Frances.

## Fallecimiento
Murió en su casa de Holmby Hills (Los Ángeles, California) de un ataque cardíaco a la edad de 91 años, y fue enterrada en el Cementerio Calvary, en Los Ángeles.

## Paseo de la Fama
Tiene una estrella en el Paseo de la Fama de Hollywood, concretamente en el 6440 de Hollywood Boulevard.

## Filmografía

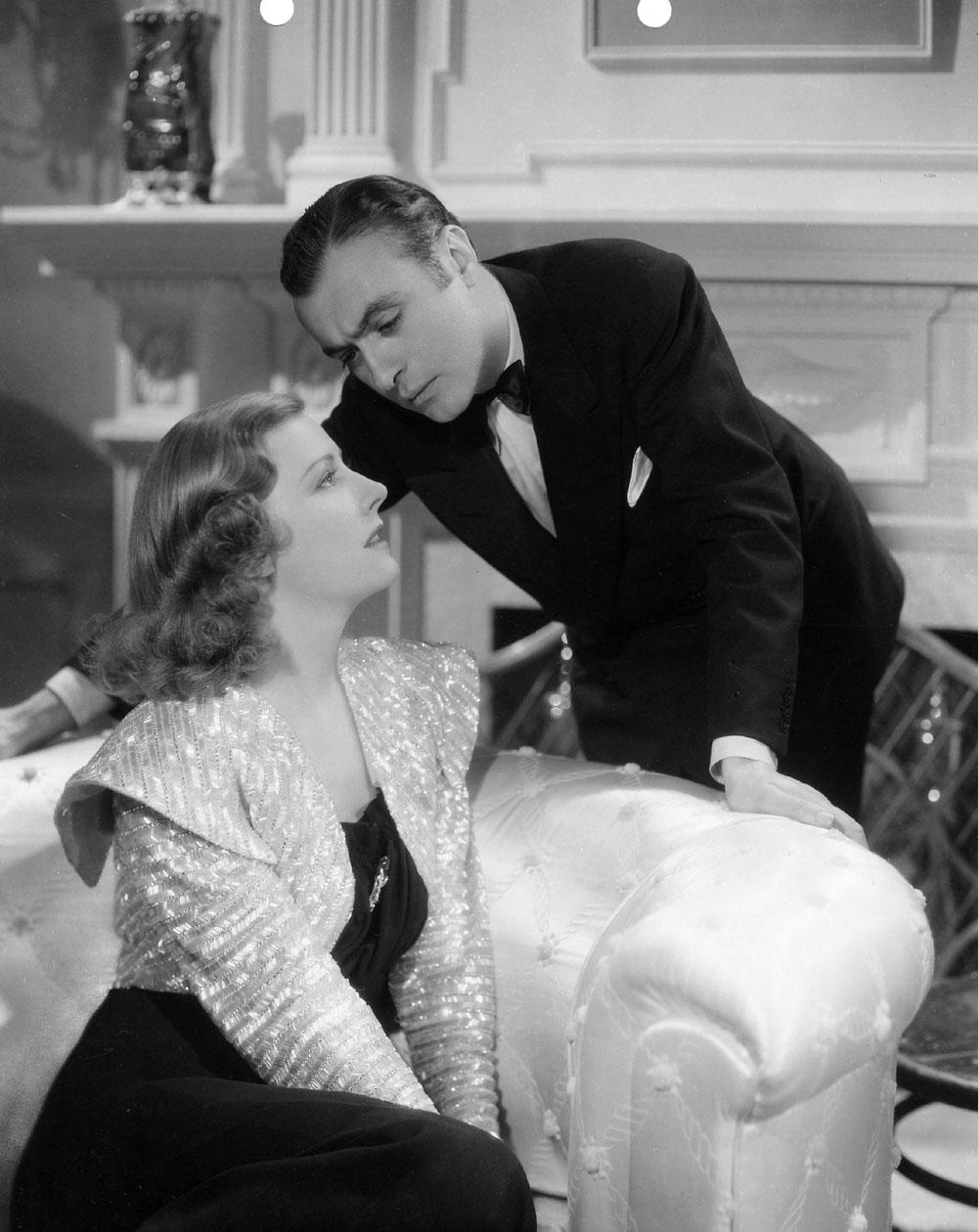
Irene Dunne y Charles Boyer en Love Affair.

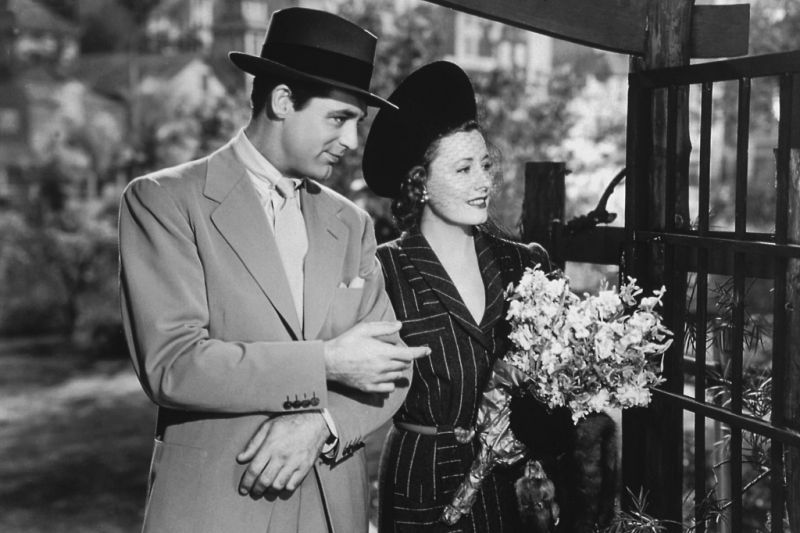
Al lado de Cary Grant, en una escena de la película Serenata nostálgica (Penny Serenade).

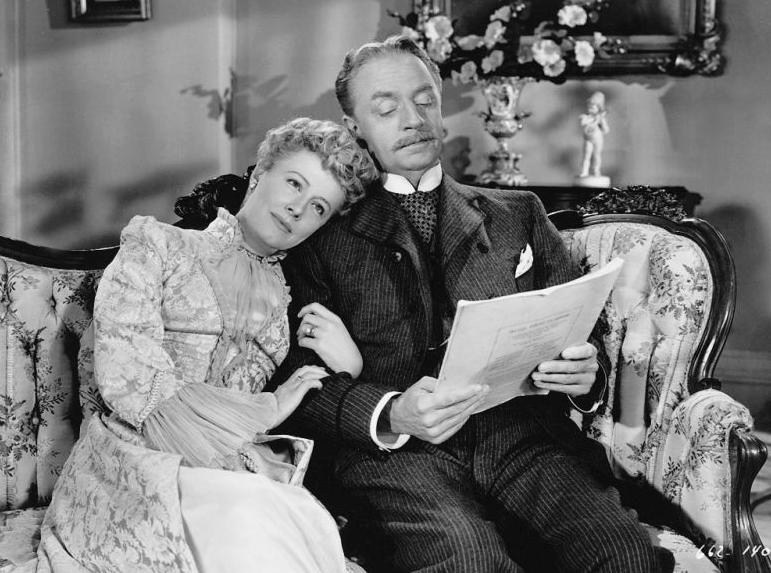
Con William Powell en la película de 1947 Life with Father.

- Leathernecking (1930), de Cline (como Delphine)
- Cimarrón (1931), de Wesley Ruggles (como Sabra Cravat)
- Bachelor Apartment (1931), de Sherman (como Helene Andrews)
- El eterno Don Juan (The Great Lover, (1931), de Beaumont (como Diana Page)
- Consolation Marriage (1931), de Sloane (como Mary)
- La melodía de la vida (Symphony of six million, 1932), de Gregory La Cava (como Jessica)
- La usurpadora (Back Street, 1932), de John M. Stahl (como Ray Schmidt)
- Trece mujeres (Thirteen Women, 1932), Archainbaud (como Laura Stanhope)
- Fiel a una mujer (No Other Woman, 1933), de Ruben (como Anna Stanley)
- El secreto de Madame Blanche (The Secret of Madame Blanche, (1933), de Brabin (como Sally)
- Dos amores (The Silver Cord, 1933), de John Cromwell (como Christina Phelps)
- Ann Vickers (1933), de John Cromwell (como Anna)
- Parece que fue ayer (1933)
- If I Were Free (1933), de Nugent (como Sarah Cazenove)
- This man is mine (1934), de John Cromwell (como Toni Dunlap)
- Stingaree (1934), de William Wellman (como Hilda Bouverie)
- The Age of Innocence (1934), de Moeller (como la condesa Ellen Olenska)
- Bella Adelina (Sweet Adeline, 1934), de Mervyn LeRoy (como Adeline Schmidt)
- Roberta (1935), de William A. Seiter (como Stephanie)
- Sublime obsesión (Magnificent Obsession, 1935), de Stahl (como Helen Hudson)
- Magnolia (Show Boat, 1936), de James Whale (como Magnolia Hawks)
- Los pecados de Teodora (Theodora Goes Wild, 1936), de Richard Boleslawski (como Theodora Lynn)
- La furia del oro negro (High, Wide, and Handsome, 1937), de Rouben Mamoulian (como Sally Watterson)
- La pícara puritana (The Awful Truth, 1937), de Leo McCarey (como Lucy Warriner)
- El placer de vivir (The Joy of Living, 1938), de Tay Garnett (como "Maggie" Garret)
- Tú y yo (Love Affair, 1939), McCarey (como Terry McKay)
- Invitación a la felicidad (1939), de Wesley Ruggles (como Eleanor Wayne)
- Huracán (When Tomorrow Come, 1939) de Stahl (como Helen)
- Mi mujer favorita (My favorite wife, 1940), de Garson Kanin (como Ellen Arden)
- Serenata nostálgica (Penny Serenade, 1941), de George Stevens (como Julia Gardiner Adams)
- Ansia de amor (Unfinished Business, 1941) de Gregory La Cava (como Nancy Andrews)
- Una dama en apuros (Lady in a Jam, 1942), de Gregory La Cava (como Jane Palmer)
- Dos en el cielo (A Guy Named Joe, 1943), de Victor Fleming (como Dorinda Durston)
- Las rocas blancas de Dover (The White Cliffs of Dover, 1944), de Clarence Brown (como Susan Dunn Ashwood)
- Otra vez juntos (Together Again, 1944), de Charles Vidor (como Anne Crandall)
- Over 21 (1945), de Charles Vidor (como Paula Wharton)
- Ana y el rey de Siam (Anna and the King of Siam, 1946), de John Cromwell (como Anna)
- Vivir con papá (Life with Father, 1947), de Michael Curtiz (como Vinnie Day)
- Nunca la olvidaré (1948), de George Stevens (como Mama)
- Never a Dull Moment (1950), de George Marshall (como Kay)
- The Mudlark (1950), de Jean Negulesco (como la reina Victoria)
- It Grows on Trees (1952), de Lubin (como Polly Baxter)

## Premios y distinciones
Premios Óscar
| Año  | Categoría    | Película               | Resultado |
| ---- | ------------ | ---------------------- | --------- |
| 1931 | Mejor actriz | Cimarrón               | Nominada  |
| 1937 | Mejor actriz | Los pecados de Teodora | Nominada  |
| 1938 | Mejor actriz | La pícara puritana     | Nominada  |
| 1940 | Mejor actriz | Tú y yo                | Nominada  |
| 1949 | Mejor actriz | Nunca la olvidaré      | Nominada  |